# Jean-François Collin d'Harleville
Jean François Collin d'Harleville, född den 30 maj 1755 i Maintenon vid Chartres,  död den 24 februari 1806 i Paris, var en fransk dramatiker.
Collin d'Harleville skrev ett betydande antal komedier, av vilka en del vunnit stort bifall: L'optimiste (1788; svensk översättning "Optimisten eller den förnöjsamme", 1816), Les châteaux en Espagne (1789; "Slott i luften, eller Våra inbillningar", 1794), Le vieux célibataire (1793), som är det främsta av alla hans arbeten, med flera. De utmärks av en fin karaktärsteckning samt en livlig och kvick dialog. Collin d'Harleville kallades 1795 till medlem av franska akademien. Hans Œvres complètes har utgivits i flera upplagor, bland annat 1876.